# Sallah
Sallah (Sallah Shabati) è un film del 1964 diretto da Ephraim Kishon. Fu candidato all'Oscar al miglior film straniero.

## Trama
Il film inizia con Sallah Shabati, un immigrato ebreo mizrahi , che arriva in Israele in aereo con la sua famiglia: la moglie incinta, un'antica parente e sette figli. All'arrivo, viene portato a vivere in un ma'abara , o campo di transito, dove a lui e alla sua famiglia viene assegnata una baracca fatiscente di una sola stanza in cui vivere.
Il resto del film segue i numerosi tentativi di Sallah di guadagnare abbastanza soldi per acquistare un appartamento in un vicino nuovo complesso residenziale. I suoi piani per fare soldi sono spesso comici e spesso fanno satira sugli stereotipi politici e sociali di Israele dell'epoca.
Rendendosi conto infine che le persone hanno maggiori probabilità di ottenere ciò che non vogliono, organizza una manifestazione contro l'ufficio per l'edilizia abitativa, gridando lo slogan: "Non vogliamo lo sviluppo: vogliamo la ma'abara !" Il film si conclude con i residenti sfrattati con la forza dalla polizia e trasportati nel nuovo complesso residenziale.